# Caenocryptus rugosus
Caenocryptus rugosus är en stekelart som beskrevs av Jonathan 1999. Caenocryptus rugosus ingår i släktet Caenocryptus och familjen brokparasitsteklar. Inga underarter finns listade.